# Arkadij Podolskyj
Arkadij Podolskyj (alternative Schreibweise Arkady Podolsky; * 24. Mai 1945 in Kiew) ist ein ukrainischer Schachspieler. Er wurde 1981 Europameister im Fernschach.
Podolskyj spielt ausschließlich Fernschach. Seine ersten Fernpartien spielte er 1971 in einem Wettkampf Ukraine gegen Finnland: Gegen Ketola gewann er mit Weiß und verlor er mit Schwarz. 1973 qualifizierte er sich durch seinen ersten Platz in einem Europa-Großturnier für die Teilnahme an der 17. Europameisterschaft. Diese gewann er 1981 (vor Sadowoi (SU) und Kühnrich (DDR)).
Er nahm noch teil an der 13. UdSSR-Meisterschaft 1977/78 sowie an der 22. Europameisterschaft 1980/86 und an der 31. Europameisterschaft 1985/92 (Platz 10).
Seit 1994 trägt er den Titel Internationaler Meister im Fernschach.
Von Beruf ist Podolskyj Radio-Ingenieur.